# Anton Scherer
Anton Scherer (* 19. Juli 1922 in Obrovac (deutsch Obrowatz oder Oberndorf), Königreich der Serben, Kroaten und Slowenen; † 14. Januar 2015 in Graz, Österreich) war Lehrer, Literaturhistoriker und Autor.

## Leben und Werk
Scherer wurde als Ältester von acht Geschwistern in Obrovac, heute ein Stadtteil von Bačka Palanka (Plankenburg), in der Süd-Batschka geboren, wuchs aber im benachbarten Dorf Mladenovo (Bukin) auf. Er besuchte Gymnasium und Lehrerbildungsanstalt in Vrbas (Werbaß); nach Stationen in Novi Sad (Neusatz), Budapest und Wien legte er sein Abitur in Berlin ab. Er studierte Germanistik, Slawistik, Geschichte, Geographie, Philosophie, Kunstgeschichte und Volkskunde an den Universitäten Wien, Berlin, Innsbruck und Graz.
1946/1947 legte Scherer an der Grazer Universität die Lehramtsprüfung für Deutsch und Serbokroatisch ab. Daraufhin war er am „Seminar für deutsche Philologie“ als Wissenschaftlicher Mitarbeiter tätig. Von 1948 bis 1982 war er dort zum Lehrbeauftragten für Geschichte der österreichisch-südosteuropäischen Kulturbeziehungen bestellt. Im Jahr 1955 wurde er zum Doktor der Philosophie promoviert. Als Lehrbeauftragter und später Professor hat er von 1949 bis 1982 an mehreren Grazer Gymnasien gelehrt.
Zudem hat Scherer das Donauschwäbische Bibliographische Archiv in Graz geführt.

## Veröffentlichungen (Auswahl)
- Johann Eugen Probst, Persönlichkeit, Werk und Kulturkritik eines donauschwäbisch-österreichischen Dichters, Dissertation, München 1954
- Schöpferische Donauschwaben. Selbstverlag, 1957
- Die nicht sterben wollten: donauschwäbische Literatur von Lenau bis zur Gegenwart; ein Buch vom Leben der Deutschen und ihren Nachbarn in Südosteuropa. Pannonia-Verlag, 1959
- Einführung in die Geschichte der donauschwäbischen Literatur. Selbstverlag, 1960
- Donauschwäbische Bibliographie. 1935–1955. Südostdeutschen Kulturwerk, 1966
- Donauschwäbische Bibliographie. 1955–1965. Südostdeutsches Kulturwerk, 1974
- Südosteuropa-Dissertationen, 1918–1960: Eine Bibliographie deutscher, österreichischer und schweizerischer Hochschulschriften. Böhlau Verlag, Graz/Wien/Köln 1968
- Donauschwäbisches Ortsnamenbuch für die ehemals und teilweise noch deutsch besiedelten Orte in Ungarn, Jugoslawien ohne Slowenien sowie West-Rumänien Banat und Sathmar. Arbeitskreis donauschwäbischer Familienforscher e. V., 1980

## Auszeichnungen
- Theodor-Körner-Preis, 1958
- Kulturpreis der Donauschwaben, 1958
- Goldenes Verdienstzeichen der Republik Österreich, 1966
- Ehrengabe des Dehio-Preises für Kultur und Geistesgeschichte, Eßlingen 1970
- Bürger der Stadt Graz, 1996
- Großes Ehrenzeichen des Landes Steiermark
- Pro Meritis Medaille in Silber der Universität Graz
- Silbernes Ehrenzeichen der Landeshauptstadt Graz